# Trochosa intermedia
Trochosa intermedia är en spindelart som först beskrevs av Roewer 1960.  Trochosa intermedia ingår i släktet Trochosa och familjen vargspindlar.
Artens utbredningsområde är Zimbabwe. Inga underarter finns listade i Catalogue of Life.